# 70P/Kojima
70P/Kojima, komet Jupiterove obitelji. 